# 红腺蕨
红腺蕨（学名：Diacalpe aspidioides），为球盖蕨科红腺蕨属下的一个植物种。